# Александровский (Коченёвский район)
Александровский — посёлок в Коченёвском районе Новосибирской области России. Входит в состав Дупленского сельсовета.

## География
Площадь посёлка — 10 гектаров.

## Население
| 2002 | 2007 | 2010 |
| ---- | ---- | ---- |
| 6    | ↘4   | ↗6   |

## Инфраструктура
В посёлке по данным на 2007 год отсутствует социальная инфраструктура.